# Cheshmeh-ye Shirin Rashnow
Cheshmeh-ye Shirin Rashnow (em persa: چشمه شيرين رشنو, também romanizada como Cheshmeh-ye Shīrīn Rashnow; também conhecida como Cheshmeh Shīrīn) é uma aldeia do distrito rural de Murmuri, no condado de Abdanan, na província de Ilam, Irã.
No censo de 2006, sua população era de 120 habitantes, em 18 famílias.